# ティトゥス・マンリウス・トルクァトゥス (紀元前299年の執政官)
ティトゥス・マンリウス・トルクァトゥス（ラテン語: Titusu Manlius Torquatus、-　紀元前299年）は紀元前4世紀末から紀元前3世紀初頭の共和政ローマの政治家・軍人。紀元前299年に執政官（コンスル）を務めた。

## 出自
パトリキ（貴族）であるマンリウス氏族の出身。父も祖父もプラエノーメン（第一名、個人名）はティトゥスである。おそらく祖父は執政官を三度務めたティトゥス・マンリウス・インペリオスス・トルクァトゥスで、父は紀元前340年に軍規違反の罪でトルクァトゥスが処刑したその長男と思われる。息子に関しては不明であるが、紀元前244年と紀元前241年の執政官アウルス・マンリウス・トルクァトゥス・アッティクス、紀元前235年の執政官ティトゥス・マンリウス・トルクァトゥスは孫である。

## 経歴
紀元前299年、トルクァトゥスは執政官に就任。同僚執政官はプレブス（平民）のマルクス・フルウィウス・パエティヌスであった。第三次サムニウム戦争が始まるのは翌年であるが、エトルリアは既にローマとの戦争を決意し、以前の条約を破ってガリア人の傭兵を雇用し、ローマ領土の略奪を行った。トルクァトゥスがエトルリアに対処することになった。しかし、トルクァトゥスは自身の騎乗技術を披露している際に落馬し、3日後に死亡した。マルクス・ウァレリウス・コルウスが補充執政官に選出され、対エトルリア戦を戦うこととなった。コルウスはエトルリア軍に決戦を強要するため、農村部の略奪を行ったが、エトルリア軍は出撃してこなかった。

## 参考資料
- ティトゥス・リウィウス『ローマ建国史』